# Dualizam (filozofija)
Dualizam u filozofiji označava mišljenje – oprečno monizmu – da postoje dvije iskonske, ravnopravne i nesvodljive kategorije stvarnosti (dva osnovna modaliteta, dvije iskonske "supstancije", dva konstitutivna principa svega, što postoji): duh i tvar, odnosno ideja i materija.

## Početci
Prvi početci dualizma kriju se već u primitivnom animizmu i demonizmu, koji empiričku dvojakost fizičkih i psihičkih manifestacija kod čovjeka proširuju na čitavu prirodu, pripisujući svakom materijalnom predmetu njegov nevidljivi "duševni" pendant. Ta se shvaćanja najprije talože u mitskim personifikacijama i divinizacijama prirodnih objekata, nebeskih tjelesa, vremenskih i bioloških ciklusa, važnih, impresivnih i neobičnih pojava, katastrofa itd. U najranijim polumitskim koncepijama grčke "prirodne filozofije" dualizam se pojavljuje kao hilozoizam (mišljenje da je sve u prirodi prožeto životom), kao nauka o "kozmičkom umu", o "duši svijeta", koja prodahnjuje materiju itd. Kod Platona dualizam se izrazio u učenju o svijetu ideja i svijetu pojavnosti; kod Aristotela u teoriji o formi-duši, koja oblikuje i oživljava pasivnu vječnu tvar. Te dualističke filozofske koncepcije kontaminiraju se u doba pojave kršćanstva s religioznim predodžbama o bogu-duhu ("svetom duhu"), o posmrtnom životu duše itd., što udara temelj dualizmu kršćanske teologije i skolastike.
Na početku novog vijeka nova faza filozofskog dualizma započinje s Descartesovom teorijom o duhu i tvari kao apsolutno heterogenim supstancijama. Ta teorija, preko okazionalističkih diskusija, Leibnizove nauke o prestabilnoj harmoniji između duhovnih i materijalnih modifikacija u monadama, preko Kantove koncepcije o nespoznatljivim duhovnim i materijalnim "stvarima po sebi", preko raznih panpsihizama, psihofizičkih paralelizama itd. traje do danas.
Dualizam se relativno rijetko javlja kao čisti dualizam, tj. nauka o iskonskoj i nesvodljivoj dvojnosti svijeta. Kod većine filozofa krije se pod dualističkom fasadom uvjerenje o apsolutnom prioritetu bilo duhovnog, bilo materijalnog faktora stvarnosti, i tako se prividni dualizam konačno razrješuje u idealistički ili materijalistički pogled na svijet (vidi Materijalizam). Dualizmu i pluralizmu (koji tvrdi postojanje mnoštva izvornih principa) suprotstavlja se monizam, učenje (koje je npr. zastupao B. Spinoza) da se svekolika stvarnost, duhovna i osjetilna, da se sve njene proturječnosti i razlike mogu izvesti iz jednog jedinstvenog izvornog principa (vidi Monizam).